# Air Burst

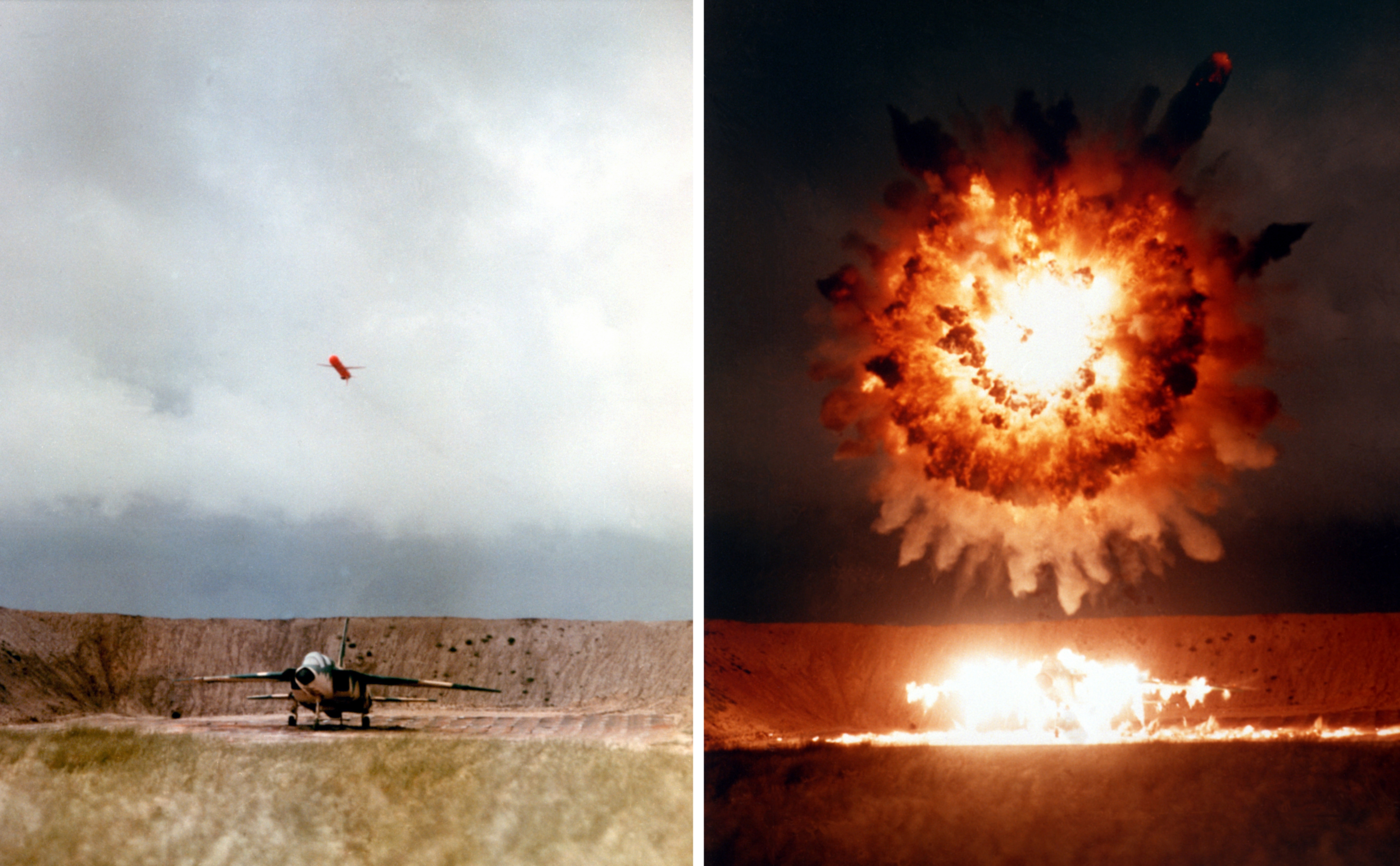
Tên lửa BGM-109 Tomahawk kích nổ phía bên trên mục tiêu trong cuộc thử nghiệm năm 1986.

Air burst hay airburst (kích nổ trên không) là một vụ kích nổ các thiết bị nổ như đạn pháo chống bộ binh hay vũ khí hạt nhân, trước khi chạm đất/ mục tiêu. Ưu điểm cơ bản của một vụ nổ như vậy là năng lượng từ vụ nổ (cũng như các mảnh văng) phân tán trên một khu vực rộng lớn hơn, năng lượng nổ tại điểm nổ thấp hơn so với đạn nổ chạm/ nổ khi chạm đất.

## Lịch sử

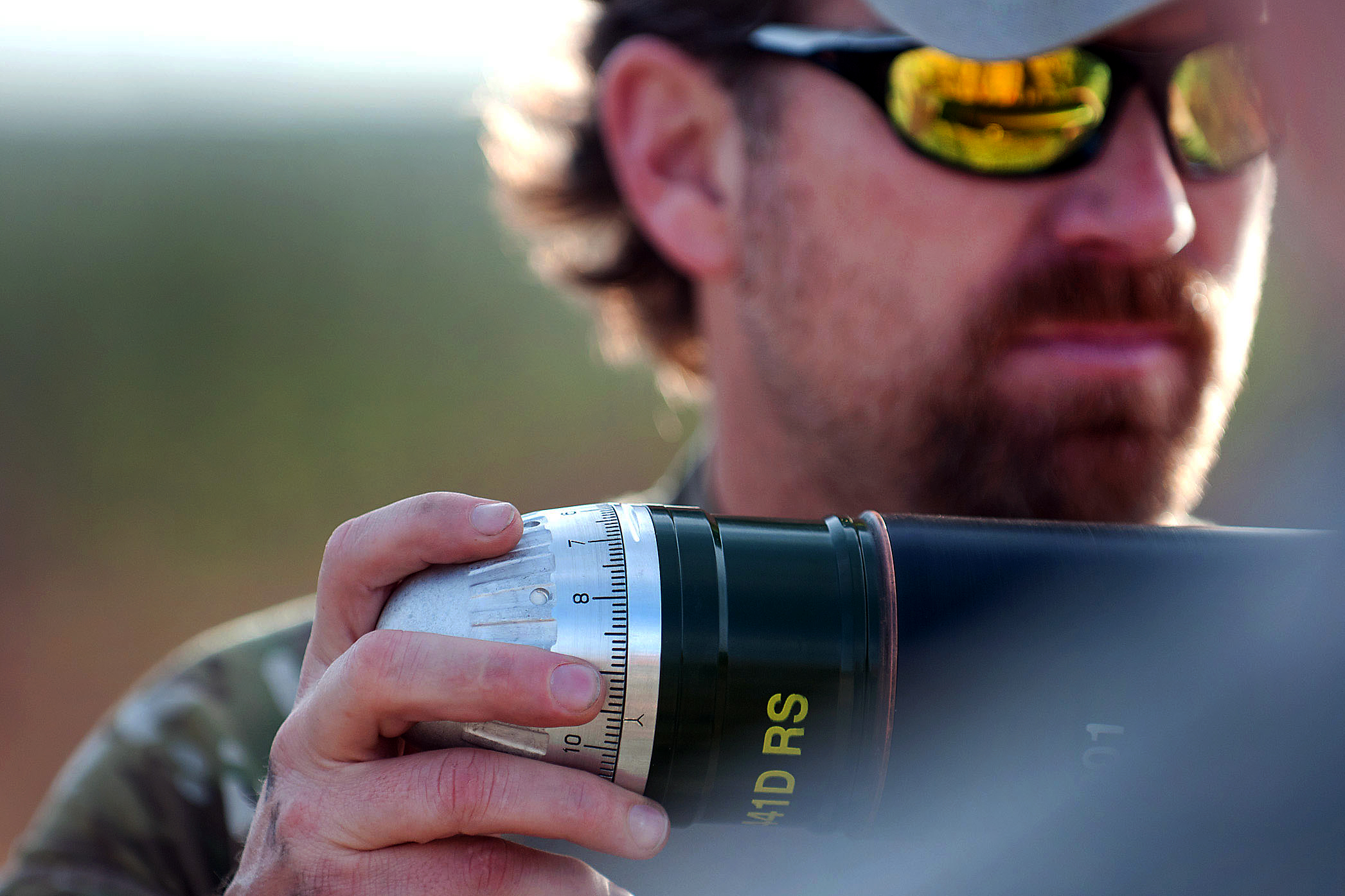
Ngòi nổ trên không trên đạn pháo không giật lượng nổ mạnh sử dụng cho súng chống răng không giật Carl Gustav.

Kích nổ trên không đã được áp dụng trong pháo binh từ cách đây khá lâu. Đạn pháo Shrapnel được phát minh bởi Henry Shrapnel- một sĩ quan quân đội Hoàng gia Anh từ năm 1780 nhằm tăng hiệu quả của đạn pháo, viên đạn pháo được nhồi thêm các viên bi nhỏ tăng tính sát thương. Đạn pháo Shrapnel được sử dụng rộng rãi trong Chiến tranh Hoa Kỳ–Anh Quốc (1812) cho đến khi Chiến tranh thế giới thứ nhất nổ ra. Ở các loại đạn pháo hiện nay chứa mảnh văng thay cho các viên bi nhỏ. 
Kích nổ trên không được sử dụng trong Chiến tranh thế giới thứ nhất nhằm tạo ra cơn mưa mảnh đạn lên lính bộ binh đối phương, tối đa sức sát thương chỉ với một phát đạn. Khi lính bộ binh di chuyển trong chiến hào sâu, các mảnh văng của đạn pháo trở nên vô dụng, thay vào đó người ta sử dụng đạn pháo mang lượng nổ mạnh nhằm tiêu diệt binh lính đối phương và các công sự không được che chắn. Ngòi nổ thời gian được sử dụng trên đạn pháo nhằm giúp cho lính pháo binh lựa chọn đạn sẽ nổ khi chạm vào mục tiêu hoặc nổ trên không, hoặc nổ sau khi chạm mục tiêu.
Các trận địa pháo phòng không thời kỳ đầu sử dụng ngòi nổ thời gian cho đạn pháo, giúp đạn pháo phòng không được kích nổ ở một độ cao nhất định, là độ cao bay của máy bay ném bom đối phương. Trong chiến tranh thế giới 2, ngòi nổ cận đích đã được phát triển cho đạn pháo phòng không. Bên trong ngòi nổ có gắn radar doppler, giúp kích nổ đạn pháo khi đạn pháo bay đến gần mục tiêu. Về sau, ý tưởng về ngòi nổ cận đích cũng được sử dụng trên đạn pháo để bắn các mục tiêu mặt đất.
Trong Chiến tranh Việt Nam, quân đội Mỹ đã sử dụng chiến thuật pháo bắn đạn nổ trên không để bảo vệ căn cứ đóng quân, chiến thuật này còn có tên gọi "Killer Junior" khi sử dụng pháo 105 mm đến 155 mm, và "Killer Senior" khi sử dụng Pháo tự hành M-110 cỡ 203 mm.
Một số loại mìn nhảy chống bộ binh ví dụ như "Bouncing Betty" của Phát xít Đức sử dụng trong chiến tranh thế giới 2, sẽ phát nổ trong không khí giống như là một quả lựu đạn, ở độ cao tầm ngang ngực, làm tăng sóng nổ và sức sát thương bởi vụ nổ, sóng xung kích và mảnh văng.
Một loại đạn nhảy tương tự được sử dụng trong súng phóng lựu VOG-25P cỡ 40 mm. Bên trong quả đạn có lượng nổ phụ giúp viên đạn sau khi chạm đất sẽ nhảy lên khỏi mặt đất, cách mặt đất 1,5 m trước khi lượng nổ chính được kích nổ. Ngoài ra có loại lựu đạn nổ được phát triển có khả năng lập trình qua máy tính. Các loại đạn này được sử dụng trong các súng phóng lựu như XM29, XM307 ACSW, PAPOP, Mk 47 Striker, XM25 CDTE,  Barrett XM109, Daewoo K11, Norinco LG5 / QLU-11 và khái niệm Hệ thống vũ khí đa cỡ nòng cá nhân.
Orbital ATK cũng phát triển đạn kích nổ trên không cho Pháo tự động.

### Vũ khí hạt nhân

Sóng xung kích từ vụ nổ sau khi phản xạ lại sẽ tạo nên match stem, giống như chữ Y, có thể thấy ở góc bên trái và bên phải.

Các vụ nổ hạt nhân thường được kích nổ bên trên chấn tiêu từ 100 đến 1.000 m (330 đến 3.280 ft) nhằm giúp sóng xung kích từ vụ nổ khi tới mặt đất phản xạ lại, tạo nên năng lượng nổ lớn hơn nhiều so với việc kích nổ vũ khí hạt nhân trên mặt đất. Sóng lan truyền tự vụ nổ sau khi phản xạ lại từ mặt đất sẽ hình thành nên cái gọi là "mach stem" ở gần bề mặt đất, có dạng giống chữ Y khi nhìn từ cạnh bên. Kích nổ trong không trung còn tối thiểu hóa hiện tượng "mù hạt nhân" (fallout) do quả cầu lửa từ vụ nổ hạt nhân không chạm tới mặt đất, đồng thời cũng giảm số lượng mảnh vụn phóng xạ. Quả bom nguyên tử Little Boy, được thả xuống Hiroshima và kích nổ khi cách mặt đất từ 550 đến 610 m (1.800 đến 2.000 ft), được tính toán để tối đa hóa hiệu ứng phá hủy từ vụ nổ, và tối thiểu lượng phóng xạ phát tán trên mặt đất, vì quân đội Mỹ theo kế hoạch sẽ đánh chiếm thành phố ngay sau đó.
Một số vũ khí hạt nhân có thêm ngòi ngăn nổ chạm, có tác dụng vô hiệu hóa ngòi chạm nổ của vũ khí hạt nhân. Thông thường đạn hạt nhân sử dụng 2 ngòi, ngòi nổ cận đích và ngòi nổ chạm- được sử dụng như một ngòi nổ dự phòng cho ngòi nổ cận đích trong trường hợp ngòi nổ cận đích không kích hoạt đúng như tính toán. Tuy nhiên vũ khí hạt nhân khi nổ chạm mặt đất thì sẽ sinh ra nhiều mảnh vụ phóng xạ, gây ra những rủi ro với dân thường và các đơn vị quân đồng minh. Do đó người ta thiết kế thêm một lựa chọn giúp ngăn nổ chạm cho vũ khí hạt nhân trong trường hợp ngòi nổ cận đích không làm việc.

## Chiến thuật
Trong chiến tranh thông thường, kích nổ đạn trên không được sử dụng nhằm chống lại mục tiêu mềm như bộ binh ở trong một khoảng không gian trống trải, hoặc xe thiết giáp hạng nhẹ, nhờ chúng có khả năng mở rộng phạm vi sát thương của mảnh văng, nhưng sẽ không thể xuyên thủng giáp xe tăng kiên cố.
Trong chiến tranh hạt nhân, đạn hạt nhân kích nổ trên không được sử dụng nhằm vào các mục tiêu mềm, ví dụ thiếu các công sự kiên cố để sống sót trước sức ép rất lớn từ vụ nổ hạt nhân như các thành phố, sân bay, hệ thống radar và các xe phóng tên lửa hạt nhân tự hành.

### Killer Junior và Senior
Killer Junior và Killer Senior là chiến thuật được pháo binh Mỹ sử dụng lần đầu trong Chiến tranh Việt Nam. Chiến thuật này được sử dụng trong các loại pháo bắn đạn thuốc nổ mạnh, có gắn ngòi nổ siêu sớm (mechanical time–super quick) (MTSQ) có khả năng kích nổ đạn pháo ở cự ly rất gần so với khẩu đội pháo. Đạn pháo được kích nổ ở cách mặt đất 10 mét (33 foot) bên trên mục tiêu và ở cự ly từ 200 đến 1.000 mét.
Chiến thuật Killer Junior được áp dụng trên đạn pháo 105 mm hoặc 155 mm, còn Killer Senior được sử dụng trên Pháo tự hành M-110. Kỹ thuật này về sau tiếp tục được phát triển hoàn thiện bởi Trung tá pháo binh Robert Dean, chỉ huy Tiểu đoàn 1, Trung đoàn pháo binh 8, sư đoàn 25 bộ binh Mỹ.
Killers Junior và Senior được sử dụng để thay thế cho đạn pháo chống bộ binh Beehive chứa đinh xuyên (Beehive flechette) trước kia được sử dụng để chống bộ binh xâm nhập tầm gần. Ưu điểm của chiến thuật mới là đạn pháo nổ trên không trung và các mảnh đạn sẽ được phóng ra trên mọi hướng, và sát thương cả bộ binh đối phương đang bò hoặc nằm sau công sự, trong khi đinh nhọn từ đạn pháo Beehive không thể sát thương mục tiêu tầm thấp.